# Lawrencerosini
Lawrencerosini  (лат.) — триба мирмекофильных жуков из семейства блестянок (Nitidulidae, Nitidulinae). 4 рода. Эндемики Австралии. Мелкие жуки (длина 2—5 мм) с продолговатой формой тела и короткой поперечной головой. Усики 9—11-члениковые с крупной булавой. Переднегрудь  редуцирована. Переднеспинка покрыта пучками трихом (длинных и тонких волосков). Жвалы в виде простых пластинок. Ноги уплощённые (бёдра и голени). Формула укороченных лапок 5–5–5. Голени без шпор. По признакам ротового аппарата, переднеспинки, стернитов груди обладают сходством с нитидулиной линией блестянок (Meligethinae, Nitidulinae, Cyllaeinae, Cryptarchinae, Cybocephalinae). По другим признакам (приподнятая медиально заднегрудь с боковыми прекоксальными вдавлениями, выступающие передние тазики, сближенные тазики всех ног, а также особенности строения гениталий обоих полов) имеют черты сходства с родами из комплекса  Cyllodes Erichson, 1843 (Nitidulinae), или (по ротовым органам) с родами Vieilherchus Kirejtshuk, 1985 (Nitidulinae: комплекс Cyllodes) и Homepuraea Broun, 1893 (Cryptarchinae). 
Представители трибы Lawrencerosini являются облигатными мирмекофилами (Кирейчук, 1990), например вид Koryaga myrmecophila Kirejtshuk, 1990 найден в гнезде австралийского муравья Myrmecia forficata.
- Krakingus Kirejtshuk, 1990 — 1 вид
- Koryaga Kirejtshuk, 1990 — 1 вид
  - Koryaga myrmecophila Kirejtshuk, 1990
- Koryaginus Kirejtshuk, 1990 — 1 вид
- Lawrencerosus Kirejtshuk, 1990 — 4 вида